# Канджут
Канджут (Канджут-Сар; урду کنجت سر‎, Kanjut Sar) — вершина хребта Хиспар, в Каракоруме. 26 по высоте в мире и 11 в Пакистане. Расположен к северу от ледника Хиспар В массиве Канджута выделяют две вершины: Канджут № 1 (7790 м) и Канджут № 2 (7823 м), в 7 км к юго-юго-востоку от главной вершины.
Первовосхождение на Канджут № 1 совершил в 1959 году Камилло Пеллисье, участник итальянской экспедиции под руководством Гуидо Монзино.